# Бене дел Кавало (Торино)
Бене дел Кавало је насеље у Италији у округу Торино, региону Пијемонт.
Према процени из 2011. у насељу је живело 26 становника. Насеље се налази на надморској висини од 285 м.